# Claude Chevallon
Claude Chevallon (v. 1479 - 1537) est un imprimeur français. 

## Carrière
Il commence sa carrière à Paris, rue Saint-Jean-de-Latran, vers 1506, à l'enseigne du Saint-Christophe.
En 1520, sa carrière connaît un tournant décisif lorsqu'il épouse Charlotte Guillard, veuve de Berthold Rembolt. Il s'installe dès lors rue Saint-Jacques, dans l'atelier du Soleil d'Or. Pendant 17 ans, il se spécialise dans l'impression des livres de droit et de patristique. Les bibliographes lui attribuent environ 220 éditions.

## Fin de vie
Il meurt en 1537. Après sa mort, Charlotte Guillard continuera à exercer au Soleil d'Or.